# Ліцей № 35 міста Житомира
Ліцей № 35 міста Житомира — заклад загальної середньої освіти міста Житомира. Заснований у 1939 році.

## Історія

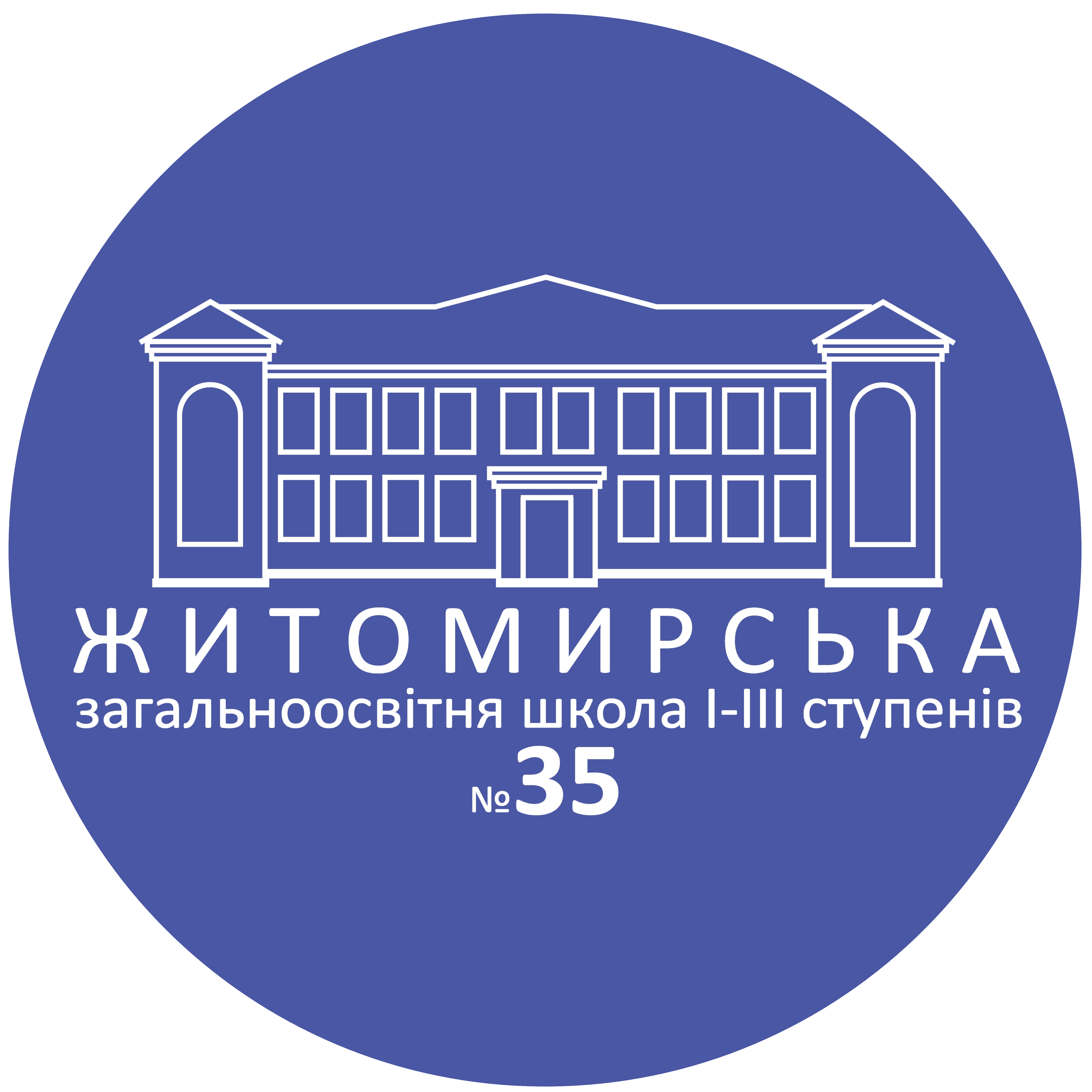
Логотип закладу. Автор: О. В. Ващенко

В 1939 році приміщення було віддане під школу. Кімнати обладнали під класи. До 22 червня 1941 року неповна середня школа № 35 була змішаного типу. Заклад охоплював дітей привокзального району (450—500 учнів) в 14 класах, а 22 вчителя працювало у дві зміни. Приміщення школи представляло собою велику будівлю для показового дитячого садку.
9 липня 1942 року на садибу, приміщення і обладнання наклали вето. Також був заборонений вхід до садиби. Невдовзі від школи залишилася напівзруйнована будівля з червоної цегли, без вікон, дверей, скла.
8 січня 1944 року звичайна вчителька, котра не працювала в школі до війни, була призначена директором. Розпочався набір дітей в молодші класи. Тоді це була найбільша за чисельністю школа Житомира.
1 вересня 1944 року школа, внаслідок реорганізації стала середньою жіночою школою.
В 2022 році ЗОШ №35 було перейменовано на Ліцей № 35 міста Житомира.